# 福島市立渡利小学校
福島市立渡利小学校（ふくしましりつ わたり しょうがっこう）は、福島県福島市にある公立小学校である。

## 概要
福島市中心市街地の東側である渡利地域を学区とし、渡利地区北部の福島県道309号岡部渡利線沿いの住宅地に位置する。2020年5月1日現在、15学級376名の児童が在籍する。

## 沿革
- 1873年12月 - 福島学校の支校が信夫郡渡利村に設けられる。
- 1874年9月 - 福島学校の渡利の支校が廃止される。
- 1941年4月 - 国民学校令施行により渡利村内の尋常小学校はそれぞれ渡利第一国民学校、渡利第二国民学校へ改称される。
- 1945年7月20日 - 午前8時34分に現在のわたり病院付近に原爆の目視投下の訓練として1万ポンド爆弾がアメリカ軍により投下され、爆風により渡利第一国民学校の校舎窓ガラスが破壊された。
- 1947年2月 - 渡利村が福島市に編入され、福島市立渡利第一国民学校、福島市立渡利第二国民学校となる。
- 1947年4月 - 学校教育法施行により渡利第一国民学校は渡利小学校に、渡利第二国民学校は山之内小学校に改称される。また、渡利小学校に渡利中学校が併設される。
- 1953年4月 - 渡利小学校に渡利幼稚園が付設される。
- 1969年3月 - 山之内小学校が渡利小学校に統合される。
- 1980年2月7日 - 現在の西側校舎が鉄筋コンクリート造3階建てで竣工する。
- 1981年12月10日 - 現在の東側校舎が鉄筋コンクリート造3階建てで竣工する。
- 1999年12月16日 - 現在の屋内運動場が竣工する。
- 2003年2月28日 - 現在の水泳プールが竣工する。

## 教育方針
教育目標
- よく考え進んで学ぶ子ども
- 思いやりのある子ども
- 健康でたくましい子ども
- 根気強くやりぬく子ども

## 学校行事
| - 4月 - 5月 - 6月 | - 7月 - 8月 - 9月 | - 10月 - 11月 - 12月 | - 1月 - 2月 - 3月 |

## 通学区域
- 渡利地域
  - 渡利（字絵馬平、字大巻を除く全域）
  - 小倉寺（福島市立杉妻小学校の学区を除く全域）

## 進学先中学校
- 福島市立渡利中学校[3]

## 学区 / 校区内の主な施設
- 国道4号福島南バイパス
- 国道114号渡利バイパス
- 花見山公園
- 弁天山
- わたり病院
- いちい渡利店
- 福島市立渡利中学校
- 福島県立福島南高等学校（福島県立福島中央高等学校併設）

## 交通
- JR福島駅より約2㎞（徒歩30分）、または福島交通路線バス渡利方面行約10分、渡利船場下車後徒歩7分[4]。

## 著名な出身者
- なすび（タレント、俳優）